# Chiesa dell'ordine dei Calatrava
La chiesa dell'ordine dei Calatrava (in spagnolo: Iglesia de las Calatravas) è una chiesa che si trova a Madrid. 
Nel 1995 la chiesa è stata dichiarata Bien de Interés Cultural e la facciata esterna è stata rinnovata nel 1866 su progetto di Juan Madrazo y Kuntz.